# Porfirio Fisac
Porfirio Fisac de Diego (Fuenterrebollo, Segovia, 24 de enero de 1965) es un entrenador de baloncesto español. Fue seleccionador masculino de la Selección Nacional de Senegal en 2016-17. Actualmente está sin equipo tras abandonar el Casademont Zaragoza de la Liga ACB española.

## Trayectoria
El técnico de Fuenterrebollo acumula doce temporadas en la máxima división del baloncesto español, tras entrenar a Gipuzkoa Basket, CB Valladolid y Baloncesto Fuenlabrada.
En julio de 2018 se compromete con el Casademont Zaragoza para las dos próximas temporadas. En su primera temporada clasificó al equipo maño a las semifinales de la Liga ACB. En la temporada 2019-20 logró la mejor clasificación en una fase regular en la historia del equipo maño al acabar tercero en la Liga ACB. También logró la mejor racha de victorias en la historia del club con seis victorias consecutivas. Además logró clasificar al Casademont Zaragoza a la Final Eight de la Basketball Champions League.
En julio de 2020, se compromete con el Herbalife Gran Canaria de la Liga Endesa para sustituir al griego Fotis Katsikaris en el banquillo del conjunto grancanario.  Con el conjunto gracanario se clasificó dos años consecutivos para los Playoffs de la Liga Endesa y se alcanzó las semifinales de la 7DAYS EuroCup en la temporada 2020-21 y los cuartos de final en la temporada 2021-22.
El 13 de junio de 2022, finaliza su contrato con el Herbalife Gran Canaria.
El 19 de octubre de 2022, regresa a Casademont Zaragoza tras el cese de Martin Schiller tras cuatro derrotas en las 4 primeras jornadas.
En la jornada 31 tras ganar al Joventut de Badalona, logra la permanencia con el equipo maño. Tras concluir la temporada logran clasificar a la fase previa de la Copa Europea de la FIBA.
En la temporada 2023-24, lograría superar la fase previa de la Copa Europea de la FIBA ganando los dos partidos que disputaron. Acabarían la temporada en la Liga ACB en el puesto 12 con un balance de 13-21, logrando la clasificación para la fase de grupos de la Copa Europea de la FIBA.
El 9 de octubre de 2024 es reconocido por la Diputación de Segovia con el Premio Diputación 2023 en la categoría de deportes, destacando sus doce temporadas como entrenador en la Liga ACB y la clasificación lograda a la Copa Europea de la FIBA con Casademont Zaragoza la campaña anterior.
El 1 de mayo de 2025 se anuncia su marcha del Casademont Zaragoza tras una mala racha de 3 victorias en 14 partidos. Se marchó siendo el entrenador con más partidos dirigidos de la historia del club.

## Clubs
- 1998-1999: C.P. Peñarroya (Liga EBA)
- 1999-2000: Doncel La Serena (Liga EBA)
- 2000-2001: Doncel Distributel La Serena (LEB-2)
- 2001-2002: CB Tarragona (LEB-2)
- 2002-2003: CB Tarragona LEB - CB Ciudad Algeciras Cepsa (LEB-2)
- 2003-2004: CB Ciudad Algeciras Cepsa (LEB)
- 2004-2006: San Sebastián Gipuzkoa Basket Club (LEB-2)
- 2006-2007: San Sebastián Gipuzkoa Basket Club (LEB-Oro)
- 2007-2008: San Sebastián Gipuzkoa Basket Club (ACB)
- 2008-2009: CB Valladolid (LEB-Oro)
- 2009-2011: CB Valladolid (ACB)
- 2011-2012: Baloncesto Fuenlabrada (ACB)
- 2014-2015: CB Valladolid (LEB-Oro)
- 2015: Club Deportivo Maristas Palencia (LEB-Oro)
- 2015-2018 : San Sebastián Gipuzkoa Basket Club (ACB)
- 2016-2017 : Selección de baloncesto de Senegal
- 2018-2020 : Casademont Zaragoza (ACB)
- 2020-2022 : Herbalife Gran Canaria (ACB)
- 2022-2025 : Casademont Zaragoza (ACB)

## Palmarés e historial
- Campeón de la Liga LEB-Oro y ascenso a la ACB la temporada 2008-09 con el CB Valladolid.
- Campeón de la Liga LEB y ascenso a la ACB la temporada 2005-06 con el Bruesa GBC.
- Semifinalista de la Copa LEB-2 en la temporada 2004-05 con el Bruesa GBC.
- Ascenso a la LEB con el CB Tarragona la temporada 2001-02.
- Ascenso a la LEB Oro el CB Ciudad de Algeciras 2002-2003
- Seleccionador Nacional Cadete en 2001.
- Seleccionador Nacional Júnior en 2002.
- Entrenador Ayudante de Moncho Monsalve en la Selección sénior de Castilla y León entre 2005 y 2007
- Elegido por la web Eurobasket.com entrenador del año de la Liga LEB la temporada 2005-06 y 2008-2009.
- Participante en el All-Star LEB la temporada 2000-01, entrenador equipo LEB-2.
- Entrenador Selección Cadete Masculina. Extremadura. Año 2008.